# 幕張ベイタウン・コア
幕張ベイタウン・コア（まくはりベイタウン・コア）は幕張ベイタウン内にある複合施設。幕張ベイタウン内の美浜プロムナード沿いにある。千葉県企業庁の事業で、住民参加で施設内容が議論され、高谷時彦の設計で2002年に完成した。開館後も住民参加の運営が行われ、住民手作りのコンサートや各種イベントが行われている。

## 経緯
千葉県企業庁が「21世紀を先取りする街づくり」を掲げてつくった中・高層住宅街「幕張ベイタウン」の中核コミュニティ施設として企画された(計画時の仮称は「コミュニティコア」)。当初計画は500人の音楽ホール、プチホテルなど、住宅地内の施設としては壮大な物であった。しかし、バブル崩壊に伴い計画内容も大幅に縮小され、開館時に千葉市に移管される前提から小規模な公民館施設へと変更された。
千葉県企業庁は規模は小さくなっても街づくりの理想を追求し、住民参加のスタンスをとった。ベイタウン住民も多数の一級建築士を含む多分野の人材からなるコミュニティコア研究会を立ち上げ、要望調査を行ったり独自の設計図面を作成・提出するなど積極的に関わっていった。
県企業庁・千葉市・住民の三者で煮詰められた内容は以下の通りである。
- 要望の中心であったコミュニティ施設としての公民館的機能が基本となった。
- 図書館の要望も高く、ベイタウンの人口に見合う規模が要望されたが、1区1館という千葉市の政策のため、既存の美浜図書館より小さな分館を併設することとなった。
- 郵便局の設置が望まれていたが、コアではなく商店街のテナントとして整備することが決まった。
- 設置が望まれる一方用地確保の目処が立っていなかった「こどもルーム（学童保育施設）」を、郵便局に代わってコアにふくむこととなった。
- ベイタウン内のさまざまなイベントの分析と要望から、当初計画にあった「音楽ホール」の設置が強く望まれた。このため予算的制約から200人規模ではあるが、音響特性に優れた小ホールを併設することとなった。この音楽ホールを、コアを単なる公民館にしないためのもっとも重要な要素と設定した。意匠設計担当として設計・計画高谷時彦事務所がきまったが、高谷時彦は住民との対話を重視し、住民が主催する会議を通じて住民との意思疎通を綿密に行い、要望を活かした建築設計を行った。音響設計について同氏は永田音響設計に依頼し、共に住民と対話しながらホールの性格をさらに煮詰め、設計を行った。

高谷は設計当時を振り返り、「基本構想以来、住民と企業庁、市役所等関係者が協力しながらたどってきた道は今後の公共建築の計画手法の新しい方向性を示している」と記している。
（以上、「コアとわたし」参照）

## コンサートピアノ購入運動
住民要望の強かった音楽ホールは高度な音響設計が行われ、施設の目玉となることが決まったが、ピアノについては千葉市の標準的な公民館予算からの支出となり、アップライトピアノしか予算措置できないことが明らかになった。コミュニティコア研究会は各方面に予算措置を訴えたが、若干増額されたものの、その10倍近い価格のコンサートピアノを購入するためには全く不足していた。
この頃、住民のピアノ選定担当者は国際都市・幕張新都心と幕張ベイタウンのコンセプトに合うコンサートピアノとして「ファッツィオリ (FAZIOLI) F278」を選定していたが、行政には頼れないことが明らかになったため、業者から新古品を格安で譲り受ける条件を引きだした。一方、設計者である高谷時彦から「チャリティコンサート」の提案が行われたことが新たな流れをつくった。以降住民自らチャリティコンサートを運営し、街の演奏家から一流演奏家までのさまざまなコンサートを行い購入費用を捻出した。さらに、コミュニティコア研究会のメンバーらが一時的に立て替え払いをする形で不足分を穴埋めし、ついにコンサートピアノの購入を果たした。
購入後も借金返済のためにチャリティコンサートは続けられ、住民によるコンサート運営が定着した。またイタリアの富豪チェスキーナ洋子より大口寄付も寄せられ、立て替え払い分は完済に至っている。
(以上、「幕張ベイタウン・コア」ホームページ参照)

## 受賞
- 2002年 - 第15回千葉市優秀建築賞
- 2002年 - 第20回千葉県優秀建築賞
- 2006年 - 第10回公共建築賞優秀賞

## その他
2005年千葉ロッテマリーンズ優勝の際には、住民がコアをパレード拠点とするように要望書を出した。

## 施設内容
- 公民館（美浜区打瀬公民館） - 音楽ホール、調理室、坪庭など
- 図書館（千葉市美浜図書館打瀬分館）
- 打瀬子供ルーム（学童保育施設）